# Finn Fisher-Black
Finn Fisher-Black (Benenden, 21 dicembre 2001) è un ciclista su strada e pistard neozelandese che corre per il team Red Bull-Bora-Hansgrohe. È professionista dal 2021.

## Biografia
È il fratello minore della ciclista Niamh Fisher-Black.

## Palmarès

### Strada
- 2018 (Juniores)

Campionati neozelandesi, Prova a cronometro Junior
- 2019 (Juniores)

Campionati oceaniani, Prova a cronometro Junior
Campionati oceaniani, Prova in linea Junior
2ª tappa Kingdom Junior Classic (Kennoway > Kennoway)
Classifica generale Kingdom Junior Classic
- 2020 (Jumbo-Visma Development Team, una vittoria)

Campionati neozelandesi, Prova a cronometro Under-23
- 2021 (Jumbo-Visma Development Team, tre vittorie)

4ª tappa New Zealand Cycle Classic (Masterton > Admiral Hill)
Campionati neozelandesi, Prova a cronometro Under-23
Classifica generale Istrian Spring Trophy
- 2023 (UAE Team Emirates, una vittoria)

1ª tappa Giro di Sicilia (Marsala > Agrigento)
- 2024 (UAE Team Emirates, tre vittorie)

Muscat Classic
2ª tappa Tour of Oman (Al Sifah > Qurayyat)
3ª tappa Vuelta a Asturias (Benia de Onís > Oviedo)
- 2025 (Red Bull-Bora-Hansgrohe, una vittoria)

Campionati neozelandesi, Prova a cronometro

#### Altri successi
- 2020 (Jumbo-Visma Development Team)

Classifica scalatori New Zealand Cycle Classic
- 2021 (Jumbo-Visma Development Team)

1ª tappa New Zealand Cycle Classic (Masterton > Masterton, cronosquadre)
- 2023 (UAE Team Emirates)

Classifica giovani Giro di Sicilia
- 2024 (UAE Team Emirates)

Classifica a punti Tour of Oman
Classifica giovani Tour of Oman
3ª tappa Parigi-Nizza (Auxerre, cronosquadre)

### Pista
- 2018

Campionati del mondo, Inseguimento a squadre Junior (con George Jackson, Bailey O'Donnell e Corbin Strong)

## Piazzamenti

### Grandi Giri
- Vuelta a España

2023: 40º

### Classiche monumento
- Liegi-Bastogne-Liegi

2024: ritirato
- Giro di Lombardia

2024: ritirato

### Competizioni mondiali
- Campionati del mondo su strada

Yorkshire 2019 - Cronometro Junior: 10º
Yorkshire 2019 - In linea Junior: ritirato
Imola 2020 - Cronometro Elite: 50º
Imola 2020 - In linea Elite: ritirato
Fiandre 2021 - Cronometro Under-23: 13º
Fiandre 2021 - In linea Under-23: 85º
Zurigo 2024 - In linea Elite: ritirato
- Campionati del mondo su pista

Aigle 2018 - Inseguimento a squadre Junior: vincitore
Aigle 2018 - Inseguimento individuale Junior: 4º